# Эрну, Альфред
Альфре́д Эрну́ (фр. Alfred Ernout, 30 октября 1879, Лилль — 16 июня 1973, Париж) — французский филолог, профессор (с 1916), член Академии надписей (с 1934). Труды по латинскому языку и литературе (в том числе один из лучших этимологических словарей латинского языка), издания памятников латинской литературы.

## Биография
Преподавал в Лилльском университете и в Сорбонне, позднее в Коллеж де Франс (с 1944 года). Один из основателей ассоциации им. Гийома Бюде (1917), посвященной исследованиям античности. Президент Парижского лингвистического общества (1953). Наибольшей известностью пользуются две его работы: составленный совместно с А. Мейе этимологический словарь латинского языка (1932) и написанный совместно с Ф. Тома очерк латинского синтаксиса (1951). Осуществил также научные издания текстов многих латинских авторов, в том числе Лукреция, Петрония, Плавта, Плиния Старшего и др.

## Основные работы
- Les éléments dialectaux du vocabulaire latin. Paris: Champion, 1909.
- Historische Formenlehre des Lateinischen. Heidelberg, 1913.
- Morphologie historique du latin. Paris: Klincksieck, 1914. — (Эрну, А. Историческая морфология латинского языка / Пер. со 2-го фр. изд. М. А. Бородиной; gод ред. проф. И. М. Тронского ; Предисл. Б. А. Серебренникова. М.: Изд-во иностр. лит., 1950.; Переизд.: Эрну, Альфред	Историческая морфология латинского языка. М.: УРСС, 2004.)
- Recueil de textes latins archaïques. Paris: Klincksieck, 1916.
- (en coll. avec Antoine Meillet) Dictionnaire étymologique de la langue latine. Paris: Klincksieck, 1932.
- (en coll. avec François Thomas) Syntaxe latine. Paris: Klincksieck, 1951.
- Aspects du vocabulaire latin. Paris: Klincksieck, 1954.